# 中国流行色协会
中国流行色协会是中华人民共和国流行色研究者组成的群众性学术团体，是中国科学技术协会主管的社会团体，1982年2月在上海市成立。